# Gustavo Pintos
Gustavo Pintos, vollständiger Name Gustavo Alejandro Pintos Amaya, (* 12. August 1995 in Punta del Este) ist ein uruguayischer Fußballspieler.

## Karriere
Der 1,85 Meter große Defensivakteur Pintos steht mindestens seit der Saison 2013/14 beim seinerzeitigen Zweitligisten Club Atlético Atenas im Kader. Beim Verein aus San Carlos absolvierte in jener Spielzeit 2013/14 elf Spiele in der Segunda División. Ein Tor erzielte er nicht. Am Saisonende stieg sein Verein in die höchste uruguayische Spielklasse auf. In der Saison 2014/15 wurde er nicht in der Primera División eingesetzt. Es folgte der unmittelbare Wiederabstieg seines Klubs. Während der Zweitligaspielzeit 2015/16 bestritt er sechs Ligaspiele (zwei Tore).